# Puchar Europy w narciarstwie alpejskim mężczyzn 2017/2018
Puchar Europy w narciarstwie alpejskim mężczyzn w sezonie 2017/2018 – 47. edycja tego cyklu. Pierwsze zawody odbyły się 5 grudnia 2017 roku w szwedzkim Fjätervålen, a ostatnie zaplanowane zostały na 18 marca 2018 roku w Soldeu w Andorze.
Tytułów w poszczególnych klasyfikacjach bronili:
- generalna:  Gilles Roulin
- zjazd:  Gilles Roulin
- slalom:  Reto Schmidiger
- gigant:  Elia Zurbriggen
- supergigant:  Gilles Roulin
- superkombinacja:  Stefan Rogentin

## Podium zawodów
| Lp. | Data             | Miejscowość       | Konkurencja       | 1. Miejsce               | 2. Miejsce                       | 3. Miejsce            |
| --- | ---------------- | ----------------- | ----------------- | ------------------------ | -------------------------------- | --------------------- |
| 1.  | 5 grudnia 2017   | Fjätervålen       | Slalom            | Ramon Zenhäusern         | Reto Schmidiger                  | Marc Rochat           |
| 2.  | 6 grudnia 2017   | Fjätervålen       | Slalom            | Marc Rochat              | Robin Buffet                     | Dominik Stehle        |
| 3.  | 8 grudnia 2017   | Trysil            | Gigant            | Johannes Strolz          | Simon Maurberger                 | Thibaut Favrot        |
| 4.  | 9 grudnia 2017   | Trysil            | Gigant            | Johannes Strolz          | Alex Hofer                       | Sandro Jenal          |
| 5.  | 13 grudnia 2017  | Obereggen         | Slalom            | Matej Vidović            | Marc Digruber                    | Clement Noel          |
| 6.  | 16 grudnia 2017  | Kronplatz         | Slalom równoległy | Dominik Raschner         | Emil Johansson                   | Peder Dahlum Eide     |
| 7.  | 18 grudnia 2017  | Val di Fassa      | Slalom            | Stefano Gross            | Federico Liberatore Tommaso Sala |                       |
| 8.  | 20 grudnia 2017  | Reiteralm         | Supergigant       | Niklas Köck              | Christoph Krenn                  | Gian Luca Barandun    |
| 9.  | 21 grudnia 2017  | Reiteralm         | Supergigant       | Christoph Krenn          | Niklas Köck                      | Thomas Biesemeyer     |
| 10. | 5 stycznia 2018  | Wengen            | Supergigant       | Odwołano                 | Odwołano                         | Odwołano              |
| 11. | 6 stycznia 2018  | Wengen            | Supergigant       | Emanuele Buzzi           | Stefan Rogentin                  | Patrick Schweiger     |
| 12. | 10 stycznia 2018 | Saalbach          | Zjazd             | Daniel Hemetsberger      | Christopher Neumayer             | Daniel Danklmaier     |
| 13. | 11 stycznia 2018 | Saalbach          | Zjazd             | Henrik Røa               | Christopher Neumayer             | Thomas Biesemeyer     |
| 14. | 12 stycznia 2018 | Saalbach          | Superkombinacja   | Marco Pfiffner           | Daniel Danklmaier                | Sam Morse             |
| 15. | 14 stycznia 2018 | Kirchberg         | Gigant            | Florian Eisath           | Sandro Jenal                     | Marco Odermatt        |
| 16. | 15 stycznia 2018 | Kirchberg         | Gigant            | Alex Hofer               | Stefan Brennsteiner              | Dominik Raschner      |
| 17. | 19 stycznia 2018 | Méribel           | Zjazd             | Odwołano                 | Odwołano                         | Odwołano              |
| 18. | 20 stycznia 2018 | Méribel           | Superkombinacja   | Odwołano                 | Odwołano                         | Odwołano              |
| 19. | 20 stycznia 2018 | Méribel           | Supergigant       | Odwołano                 | Odwołano                         | Odwołano              |
| 20. | 22 stycznia 2018 | Folgaria-Lavarone | Gigant            | Stefan Brennsteiner      | Marco Odermatt                   | Marcel Mathis         |
| 21. | 23 stycznia 2018 | Folgaria-Lavarone | Gigant            | Marco Odermatt           | Tim Jitloff                      | Andrea Ballerin       |
| 22. | 25 stycznia 2018 | Chamonix          | Slalom            | Johannes Strolz          | Matej Vidović                    | Marc Rochat           |
| 23. | 26 stycznia 2018 | Chamonix          | Slalom            | Simon Maurberger         | Sebastian Holzmann               | Marc Rochat           |
| 24. | 16 lutego 2018   | Jaun              | Slalom            | Matej Vidović            | Marc Rochat                      | Sebastian Holzmann    |
| 25. | 17 lutego 2018   | Jaun              | Slalom            | Marc Rochat              | Matej Vidović                    | Dominik Stehle        |
| 26. | 20 lutego 2018   | Sarntal           | Zjazd             | Stian Saugestad          | Christian Walder                 | Davide Cazzaniga      |
| 27. | 21 lutego 2018   | Sarntal           | Superkombinacja   | Johannes Strolz          | Frederic Berthold                | Daniel Danklmaier     |
| 28. | 22 lutego 2018   | Sarntal           | Supergigant       | Gian Luca Barandun       | Mauro Caviezel                   | Daniel Danklmaier     |
| 29. | 23 lutego 2018   | Sarntal           | Supergigant       | Christian Walder         | Christopher Neumayer             | Nils Allegre          |
| 30. | 26 lutego 2018   | Sankt Moritz      | Gigant            | Thibaut Favrot           | Thomas Tumler                    | Samu Torsti           |
| 31. | 27 lutego 2018   | Sankt Moritz      | Gigant            | Thomas Tumler            | Marco Odermatt                   | Giulio Giovanni Bosca |
| 32. | 5 marca 2018     | Kvitfjell         | Zjazd             | Adrian Smiseth Sejersted | Urs Kryenbühl                    | Werner Heel           |
| 33. | 6 marca 2018     | Kvitfjell         | Zjazd             | Christopher Neumayer     | Urs Kryenbühl                    | Christoph Krenn       |
| 34. | 10 marca 2018    | Berchtesgaden     | Gigant            | Timon Haugan             | Marco Odermatt                   | Marc Rochat           |
| 35. | 11 marca 2018    | Berchtesgaden     | Slalom            | Marc Rochat              | Matej Vidović                    | Tommaso Sala          |
| 36. | 14 marca 2018    | Soldeu            | Gigant            | Dominik Raschner         | Giulio Giovanni Bosca            | Andrea Ballerin       |
| 37. | 15 marca 2018    | Soldeu            | Slalom            | Christian Hirschbühl     | Dominik Stehle                   | Matej Vidović         |
| 38. | 16 marca 2018    | Soldeu            | Supergigant       | Stefan Rogentin          | Nils Allegre                     | Gian Luca Barandun    |
| 39. | 18 marca 2018    | Soldeu            | Zjazd             | Otmar Striedinger        | Urs Kryenbühl                    | Ralph Weber           |

### Klasyfikacje
| Lp. | Zawodnik             | Punkty |
| --- | -------------------- | ------ |
| 1.  | Johannes Strolz      | 917    |
| 2.  | Dominik Raschner     | 862    |
| 3.  | Marc Rochat          | 624    |
| 4.  | Matej Vidović        | 612    |
| 5.  | Marco Odermatt       | 610    |
| 6.  | Christopher Neumayer | 578    |
| 7.  | Simon Maurberger     | 551    |
| 8.  | Daniel Danklmaier    | 545    |
| 9.  | Christoph Krenn      | 506    |
| 10. | Urs Kryenbühl        | 433    |

| Lp. | Zawodnik                 | Punkty |
| --- | ------------------------ | ------ |
| 1.  | Christopher Neumayer     | 346    |
| 2.  | Werner Heel              | 333    |
| 3.  | Urs Kryenbühl            | 322    |
| 4.  | Adrian Smiseth Sejersted | 266    |
| 5.  | Daniel Hemetsberger      | 242    |
| 6.  | Daniel Danklmaier        | 211    |
| 7.  | Christoph Krenn          | 194    |
| 8.  | Stian Saugestad          | 193    |
| 9.  | Felix Monsen             | 186    |
| 10. | Henrik Røa               | 150    |

| Lp. | Zawodnik             | Punkty |
| --- | -------------------- | ------ |
| 1.  | Christoph Krenn      | 292    |
| 2.  | Gian Luca Barandun   | 264    |
| 3.  | Stefan Rogentin      | 262    |
| 4.  | Emanuele Buzzi       | 201    |
| 5.  | Daniel Danklmaier    | 194    |
| 6.  | Niklas Köck          | 180    |
| 7.  | Christopher Neumayer | 164    |
| 8.  | Daniel Hemetsberger  | 148    |
| 9.  | Nils Allegre         | 146    |
| 10. | Bjørnar Neteland     | 131    |

| Lp. | Zawodnik              | Punkty |
| --- | --------------------- | ------ |
| 1.  | Dominik Raschner      | 540    |
| 2.  | Marco Odermatt        | 500    |
| 3.  | Johannes Strolz       | 345    |
| 4.  | Alex Hofer            | 317    |
| 5.  | Simon Maurberger      | 310    |
| 6.  | Sandro Jenal          | 288    |
| 7.  | Thomas Tumler         | 275    |
| 8.  | Thibaut Favrot        | 270    |
| 9.  | Giulio Giovanni Bosca | 268    |
| 10. | Samu Torsti           | 230    |

| Lp. | Zawodnik            | Punkty |
| --- | ------------------- | ------ |
| 1.  | Matej Vidović       | 612    |
| 2.  | Marc Rochat         | 560    |
| 3.  | Johannes Strolz     | 467    |
| 4.  | Tommaso Sala        | 393    |
| 5.  | Dominik Stehle      | 384    |
| 6.  | Robin Buffet        | 357    |
| 7.  | Dominik Raschner    | 322    |
| 8.  | Sebastian Holzmann  | 321    |
| 9.  | Federico Liberatore | 252    |
| 10. | Ramon Zenhäusern    | 232    |

| Lp. | Zawodnik             | Punkty |
| --- | -------------------- | ------ |
| 1.  | Daniel Danklmaier    | 140    |
| 2.  | Marco Pfiffner       | 100    |
| 2.  | Johannes Strolz      | 100    |
| 4.  | Frederic Berthold    | 80     |
| 5.  | Christopher Neumayer | 68     |
| 6.  | Alexander Köll       | 64     |
| 7.  | Christof Brandner    | 63     |
| 8.  | Sam Morse            | 60     |
| 9.  | Stefan Rogentin      | 50     |
| 9.  | Iwan Kuzniecow       | 50     |